# 1797
1797 (MDCCXCVII) je bilo navadno leto, ki se je po gregorijanskem koledarju začelo na nedeljo, po 11 dni počasnejšem julijanskem koledarju pa na četrtek.

## Dogodki
- francoska revolucija

## Rojstva
- 4. januar - Wilhelm Wolff Beer, nemški poslovnež, ljubiteljski astronom († 1850)
- 26. januar - Matija Čop, slovenski jezikoslovec, književni zgodovinar, književni kritik|kritik († 1835)
- 29. junij - Friderik Baraga, slovenski misijonar, škof, slovničar († 1868)
- 30. avgust - Mary Shelley, angleška pisateljica († 1851)
- 14. november - Charles Lyell, škotski geolog († 1875)
- 28. november - Andrej Gollmayer, slovenski nadškof († 1883)
- 5. december - Eugène Soubeiran, francoski znanstvenik († 1859)
- 13. december - Heinrich Heine, nemški pesnik († 1856)

## Smrti
- 22. februar - Karl Friedrich Hieronymus von Münchhausen, nemški pustolovec (* 1720)
- 26. marec - James Hutton, škotski geolog (* 1726)
- 27. maj - François-Noël Babeuf, francoski revolucionar, novinar (* 1760)
- 9. julij - Edmund Burke, irsko-britanski filozof, govornik, zgodovinar in državnik (* 1729)
- 10. september - Mary Wollstonecraft, angleška pisateljica, filozofinja in feministka (* 1759)